# Lago di Suğla
Il lago di Suğla (in turco Suğla Gölü) o lago di Yalıhüyük è un lago situato nella parte sud-occidentale della provincia di Konya, in Turchia. La sua formazione è carsica. Negli anni piovosi, l'area si espande, mentre negli anni secchi il lago si prosciuga ed emerge il suo fondo alluvionale, formando una buona area agricola. L'acqua è dolce.
L'acqua che esce dal lago di Beyşehir veniva un tempo versata nel lago di Suğla. All'uscita del lago di Beyşehir è stato costruito un regolatore e l'acqua è stata canalizzata, arrivando a Çarşamba senza passare per Suğla. Il lago di Suğla è stato cosi' privato di un'importante fonte idrica e di conseguenza si è ridotto. I 16.000 ettari del lago si erano ridotti a 2.500. Nel 1999 si decise di bonificare il lago e di trasformarlo in un bacino idrico. Nel 2003 il progetto è stato completato e 4.000 ettari di terreno sono diventati un lago. La parte del lago non più' inondata è stata trasformata in terreno agricolo. Tuttavia, il lago, il cui equilibrio naturale si è deteriorato, straripa durante la stagione delle piogge e danneggia i terreni agricoli circostanti.